# Frederik Ludvig Vibe
Pour les articles homonymes, voir Vibe.
Frederik Ludvig Vibe (Bergen, 26 septembre 1803 - Christiania, 21 juin 1881) est un enseignant de latin et de grec et un pédagogue norvégien.
Il épouse Ferdinanda Augusta Wilhelmine Steensgaard (1812-1898) en décembre 1833.
Il est le grand-père de l’écrivaine Inger Alver Gløersen (1892-1982) et de Gunnar Fougner Høst (1900-1983).

## Carrière universitaire
Il a enseigné le grec à l'Université royale Frederick à partir de 1838.
Il est issu d’une famille d’intellectuels comme Margery Kierulff (1775–1852) et de hauts fonctionnaires, comme son père, le général Niels Andreas Vibe (1759-1814), qui fut chambellan du roi, ou son frère Andreas Vibe (1801-1860), militaire et topographe.
Ses parents s’installent à Christiania en 1811.
Frederik Vibe fait des études secondaires jusqu’en 1820, puis supérieures à la prestigieuse Université d'Oslo jusqu’en 1827. Il enseigne d'abord à l'École cathédrale d'Oslo (1827-1830), puis devient lecteur de grec (1830-1838) et professeur de grec (1838-1848) à l'Université d'Oslo.
Il finit sa carrière comme recteur de l'École cathédrale (1848-1872), ne prenant sa retraite, alors malade depuis deux ans, qu'en 1872. Il s'oppose en vain à la progression de l'enseignement des sciences naturelles depuis les années 1850.
Il travaille également cinq ans comme professeur adjoint à la bibliothèque de l’Université d’Oslo.
Frederik Vibe est fait chevalier (1855) puis commandeur (1869) de Saint-Olav. Il est élu membre de l’Académie royale danoise des sciences et des lettres en 1866.